# Xã Mill Creek, Quận Williams, Ohio
Xã Mill Creek (tiếng Anh: Mill Creek Township) là một xã thuộc quận Williams, tiểu bang Ohio, Hoa Kỳ. Năm 2010, dân số của xã này là 802 người.